# Saddiq Bey
Saddiq Bey (* 9. April 1999 in Charlotte, North Carolina) ist ein US-amerikanischer Basketballspieler, der bei den Washington Wizards in der National Basketball Association (NBA) unter Vertrag steht. Der 2,01 Meter große Flügelspieler wechselte von den Villanova Wildcats in die NBA, nachdem er im Draftverfahren 2020 von den Brooklyn Nets in der ersten Runde an 19. Stelle ausgewählt, jedoch sofort an die Detroit Pistons abgegeben worden war.

## Laufbahn
In Folge seiner Schulzeit an der Sidwell Friends School in Bethesda (US-Bundesstaat Maryland) gab Bey zunächst der North Carolina State University seine Zusage zum Wechsel, zog diese aber zurück und ging stattdessen an die Villanova University, für die er ab 2018 spielte. Der Flügelspieler sicherte sich gleich einen Stammplatz, bekam in der Saison 2018/19 eine mittlere Einsatzzeit von rund 30 Minuten pro Partie zugestanden, die er im Schnitt zu 8,2 Punkten und 5,1 Rebounds nutzte.
Im Anschluss an die Saison 2019/20 wurde Bey als bester Flügelspieler der NCAA ausgezeichnet. In vorherigen Jahren hatten mit Josh Hart (2017) und Mikal Bridges (2018) zwei weitere Spieler der Villanova University den nach Julius Erving benannten Preis erhalten. Des Weiteren wurde Bey Spieler des Jahres der Big Five Conference. Er hatte im Spieljahr 2019/20 bei einer Einsatzzeit von fast 34 Minuten je Begegnung 16,1 Punkte und 4,7 Rebounds erzielt. Er traf während der Saison 79 seiner 175 Dreipunktwürfe (Trefferquote 45,1 Prozent). Im April 2020 kündigte er seine Teilnahme am Draftverfahren der NBA bekannt, bei dem er an 19. Stelle der ersten Auswahlrunde von den Brooklyn Nets ausgewählt wurde. Brooklyn hatten sich zuvor im Rahmen eines Spielertauschs darauf geeinigt, Bey an die Detroit Pistons abzugeben. In insgesamt 204 Hauptrundenspielen für Detroit erzielte er im Schnitt 14,5 Punkte.
Im Februar 2023 endete seine Zeit in Detroit, als Bey im Rahmen eines vier Mannschaften umfassenden Tauschgeschäfts zu den Atlanta Hawks kam. Im März 2024 erlitt der Flügelspieler einen Kreuzbandriss. Im Sommer 2024, als er sich noch in der Wiederaufbauphase nach der Verletzung befand, unterschrieb er einen Vertrag bei den Washington Wizards.

## Karriere-Statistiken

### NBA

#### Hauptrunde
| Saison  | Team              | GP  | GS  | MPG  | FG % | 3P % | FT % | RPG | APG | SPG | BPG | PPG  |
| ------- | ----------------- | --- | --- | ---- | ---- | ---- | ---- | --- | --- | --- | --- | ---- |
| 2020–21 | Detroit           | 70  | 53  | 27.3 | .404 | .380 | .844 | 4.5 | 1.4 | 0.7 | 0.2 | 12.2 |
| 2021–22 | Detroit           | 82  | 82  | 33.0 | .396 | .346 | .827 | 5.4 | 2.8 | 0.9 | 0.2 | 16.1 |
| 2022–23 | Detroit / Atlanta | 77  | 37  | 27.6 | .422 | .361 | .861 | 4.7 | 1.5 | 0.9 | 0.2 | 13.8 |
| 2023–24 | Atlanta           | 63  | 51  | 32.7 | .416 | .316 | .837 | 6.5 | 1.5 | 0.8 | 0.2 | 13.7 |
| Gesamt  | Gesamt            | 292 | 223 | 30.2 | .408 | .352 | .842 | 5.2 | 1.8 | 0.8 | 0.2 | 14.1 |